# Związek Ludu Polskiego
Związek Ludu Polskiego – organizacja konspiracyjna, powstała 3 czerwca 1837 w Berdyczowie. 
Związek miał gromadzić broń, rozwijać siatkę konspiracyjną, nawiązywać kontakty konspiracyjne z żołnierzami rosyjskimi i przygotowywać przyszłe powstanie. ZLP dążył do radykalnej reformy stosunków społecznych na ziemiach polskich, przyznania praw mieszczanom.
Przewodniczącym ZLP był Szymon Konarski, związek dzielił się na oddziały:
- Wołyń – pełnomocnikiem był dr Józef Antoni Beaupré
- Podole – pełnomocnik Fryderyk Michalski
- Ukraina – pełnomocnictwo pełnił Piotr Borowski.

W ZLP utworzono stanowiska sekretarzy czyli kierowników organizacji powiatowych.
Na zjeździe w Żytomierzu przyjęto ustawę związku, składającą się z 72 punktów (Wyznanie Wiary Politycznej). Nowo przyjmowani do związku składali przysięgę na wierność. Po aresztowaniu Konarskiego związek uległ likwidacji.